# Сант'Андреа ин Монте (Болцано)
Сант'Андреа ин Монте је насеље у Италији у округу Болцано, региону Трентино-Јужни Тирол.
Према процени из 2011. у насељу је живело 664 становника. Насеље се налази на надморској висини од 978 м.